# یواس‌اس دارت (۱۸۶۱)
یواس‌اس دارت (۱۸۶۱) (به انگلیسی: USS Dart (1861)) یک کشتی بود که طول آن مشخص نبود.